# Списак епизода серије Звездане стазе: Војаџер
Списак епизода ТВ серије Звездане стазе: Војаџер обухвата епизоде трећег наставка оригиналне серије Звезданих стаза. Ова америчка ТВ серија која се од 16. јануара 1995. до 23. маја 2001. приказивала на телевизијској мрежи „UPN“ имала је 172 епизоде, које су подељене у 7 сезона. Свака сезона серије, осим прве која има 16, има 26 епизода. Шест епизода ове серије траје два пута дуже од осталих, од којих су четири („Caretaker“, „Dark Frontier“, „Flesh and Blood“ и „Endgame“) првобитно приказане као једна, да би касније биле приказиване као два дела једне епизоде.

## Сезоне
| Сезона | Сезона | Број епизода | Година приказивања | Издање на -ју       | Издање на -ју      |
| Сезона | Сезона | Број епизода | Година приказивања | Регион 1            | Регион 2           |
| ------ | ------ | ------------ | ------------------ | ------------------- | ------------------ |
|        | 1      | 16           | 1995               | 24. фебруар 2004.   | 3. мај 2004.       |
|        | 2      | 26           | 1995—1996          | 18. мај 2004.       | 5. јул 2004.       |
|        | 3      | 26           | 1996—1997          | 6. јул 2004.        | 6. септембар 2004. |
|        | 4      | 26           | 1997—1998          | 28. септембар 2004. | 1. новембар 2004.  |
|        | 5      | 26           | 1998—1999          | 9. новембар 2004.   | 10. јануар 2005.   |
|        | 6      | 26           | 1999—2000          | 7. децембар 2004.   | 7. март 2005.      |
|        | 7      | 26           | 2000—2001          | 21. децембар 2004.  | 6. јун 2005.       |

## Епизоде

### Прва сезона (1995)
| 1—2. |  | 16. јануар 1995.  | Мајкл Пилер и Џери Тејлор            | 48315,6           | 1—2. |  |  |
| Приликом потраге за макијским свемирским бродом који је нестао унутар плазмичке олује, свемирски брод „Војаџер“ упада у просторни поремећај и, као и свемирски брод који су тражили, бива пребачен у Делта квадрант. |  |                   |                                      |                   |      |  |  |
| |  |                   |                                      |                   |      |  |  |
| 3. |  | 23. јануар 1995.  | Бранон Брага                         | 48439,7           | 3.   |  |  |
| „Војаџер“ је заробљен у хоризонту догађаја квантне сингуларности и покушава да се избави из ње. |  |                   |                                      |                   |      |  |  |
| |  |                   |                                      |                   |      |  |  |
| 4. |  | 30. јануар 1995.  | Дејвид Кемпер и Мајкл Пилер          | непознат          | 4.   |  |  |
| Капетан Кетрин Џејнвеј и Том Парис се враћају у прошлост један дан пре него што је туђинска планета уништена, како би покушали да спрече експлозију која је уништење изазвала.                                       |  |                   |                                      |                   |      |  |  |
| |  |                   |                                      |                   |      |  |  |
| 5. |  | 6. фебруар 1995.  | Скај Дент и Бранон Брага             | 48532,4           | 5.   |  |  |
| Ведијанци — врста која краде органе припадника других врста — су украли Ниликсова плућа. Како би спасили Ниликсов живот, Војаџер креће у потеру за њиховим свемирским бродом.                                        |  |                   |                                      |                   |      |  |  |
| |  |                   |                                      |                   |      |  |  |
| 6. |  | 13. фебруар 1995. | Том Солоши и Мајкл Пилер             | 48546,2           | 6.   |  |  |
| Након што су ушли у маглину, како би из ње прикупили узорке, посада „Војаџера“ открива да је „маглина“ у коју су ушли заправо живи организам.                                                                        |  |                   |                                      |                   |      |  |  |
| |  |                   |                                      |                   |      |  |  |
| 7. |  | 20. фебруар 1995. | Бил Дајал и Џери Тејлор              | 48579,4           | 7.   |  |  |
| Пошто су открили малу црвоточину која води у Алфа квадрант, посада „Војаџера“ је успоставила контакт са ромуланским свемирским бродом.                                                                               |  |                   |                                      |                   |      |  |  |
| |  |                   |                                      |                   |      |  |  |
| 8. |  | 27. фебруар 1995. | Еван Карлос Сомерс и Мајкл Пилер     | непознат          | 8.   |  |  |
| Након што је Том Парис на туђинској планети неправедно оптужен за убиство, Тувок мора да открије истину пре него што Томов ум буде уништен спровођењем строге казне.                                                 |  |                   |                                      |                   |      |  |  |
| |  |                   |                                      |                   |      |  |  |
| 9. |  | 13. март 1995.    | Бранон Брага                         | 48623,5           | 9.   |  |  |
| Током мисије у астероидном појасу једне планете, Хари Ким је пребачен на туђинску планету, убрзо пошто се у близини тима појавило мртво тело припаднице непознате врсте.                                             |  |                   |                                      |                   |      |  |  |
| |  |                   |                                      |                   |      |  |  |
| 10. |  | 20. фебруар 1995. | Мајкл Перикон и Џорџ Елиот           | 48642,5           | 10.  |  |  |
| Врста која поседује технологију која би могла да преполови „Војаџеров“ пут кући, одбија да је подели. |  |                   |                                      |                   |      |  |  |
| |  |                   |                                      |                   |      |  |  |
| 11. |  | 10. април 1995.   | Крис Абот                            | 48658,2           | 11.  |  |  |
| Макијски члан посаде „Војаџера“ је разоткривен као Кардасијански шпијун који помаже Кејзонцима. |  |                   |                                      |                   |      |  |  |
| |  |                   |                                      |                   |      |  |  |
| 12. |  | 24. април 1995.   | Нарен Шанкар                         | 48693,2           | 12.  |  |  |
| „Војаџеров“ холограмски доктор уласком у програм о Беовулфу на холопалуби покушава да спасе чланове посаде који су након уласка у њу нестали.                                                                        |  |                   |                                      |                   |      |  |  |
| |  |                   |                                      |                   |      |  |  |
| 13. |  | 1. мај 1995.      | Бранон Брага                         | 48734,2           | 13.  |  |  |
| Чланови посаде проналазе Чакотеја, који је претрпео велико оштећење мозга, и Тувока онесвешћене у шатлу који се враћао на „Војаџер“. Након тога, туђински ум почиње да запоседа неке чланове посаде.                 |  |                   |                                      |                   |      |  |  |
| |  |                   |                                      |                   |      |  |  |
| 14. |  | 8. мај 1995.      | Кенет Билер                          | 48784,2           | 14.  |  |  |
| Ведијанци су Б'Елану Торес раздвојили на њену људску и клингонску половину. |  |                   |                                      |                   |      |  |  |
| |  |                   |                                      |                   |      |  |  |
| 15. |  | 15. мај 1995.     | Џек Клајн, Карен Клајн и Кенет Билер | 48832,1 и 48840,5 | 15.  |  |  |
| Хаконијански научник Ма'бор Џетрел, који је створио оружје којим је убијена Ниликсова породица, долази на „Војаџер“.                                                                                                 |  |                   |                                      |                   |      |  |  |
| |  |                   |                                      |                   |      |  |  |
| 16. |  | 22. мај 1995.     | Роналд Вилкерсон и Жан Луиз Матија   | 48846,5           | 16.  |  |  |
| Тувок обучава Макијске чланове посаде „Војаџера“ који се нису потпуно уклопили. |  |                   |                                      |                   |      |  |  |
| |  |                   |                                      |                   |      |  |  |

### Друга сезона (1995—1996)
| 1. |            | 28. август 1995.    | Џери Тејлор и Бранон Брага                       | 48975,1  | 17. |  |  |
| На напуштеној планети чланови посаде „Војаџера“ проналазе у хипер-сну групу људи са Земље који су нестали 1930-их, укључујући и америчког пилота Амелију Ерхарт.                                                                                     |            |                     |                                                  |          |     |  |  |
| |            |                     |                                                  |          |     |  |  |
| 2. |            | 4. септембар 1995.  | Кенет Билер                                      | 49005,3  | 18. |  |  |
| Чакотеј, којег су заробили Кејзонци, добија наређење да убије младог Кејзонца који није успео да га убије. |            |                     |                                                  |          |     |  |  |
| |            |                     |                                                  |          |     |  |  |
| 3. |            | 11. септембар 1995. | Бранон Брага                                     | 48892,1  | 19. |  |  |
| Након квара у његовом програму, Доктор почиње да доживљава илузије и почиње да верује да је он у ствари свој стваралац — Луис Зимерман — а да је целокупно време које је провео на „Војаџеру“ програм на холопалуби.                                 |            |                     |                                                  |          |     |  |  |
| |            |                     |                                                  |          |     |  |  |
| 4. |            | 18. септембар 1995. | Кенет Билер и Џери Тејлор                        | 48921,3  | 20. |  |  |
| Бића која живе у свемиру изазивају код Кес рани почетак плодне фазе живота Окампи — елогијума, што врши притисак на Ниликсову и њену везу. |            |                     |                                                  |          |     |  |  |
| |            |                     |                                                  |          |     |  |  |
| 5. |            | 25. септембар 1995. | Бранон Брага                                     | 49011,0  | 21. |  |  |
| Хари Ким се буди у Сан Франциску у 24. веку и, иако се он сећа свог боравка на „Војаџеру“, не постоји никакав доказ да је он на њему стварно био. |            |                     |                                                  |          |     |  |  |
| |            |                     |                                                  |          |     |  |  |
| 6. |            | 2. октобар 1995.    | Кенет Билер, Арнолд Радник и Рич Хосек           | непознат | 22. |  |  |
| Након покушаја чланова посаде да истраже подручје које емитује чудну енергију, „Војаџер“ упада у њега, што изазива просторни поремећај унутар брода.                                                                                                 |            |                     |                                                  |          |     |  |  |
| |            |                     |                                                  |          |     |  |  |
| 7. |            | 9. октобар 1995.    | Том Солоши                                       | 49068,5  | 23. |  |  |
| Иако су се претходно посвађали око Кес, Том Парис и Ниликс одлазе заједно на мисију ван брода, након чега им се шатл руши на непознату планету. |            |                     |                                                  |          |     |  |  |
| |            |                     |                                                  |          |     |  |  |
| 8. |            | 30. октобар 1995.   | Џери Тејлор                                      | непознат | 24. |  |  |
| Након што је на брод дошао туђин, чланови посаде „Војаџера“ један по један почињу да доживљавају халуцинације, а једини којима се ово не дешава су Кес и Доктор.                                                                                     |            |                     |                                                  |          |     |  |  |
| |            |                     |                                                  |          |     |  |  |
| 9. |            | 6. новембар 1995.   | Лари Броди                                       | непознат | 25. |  |  |
| На непознатој планети Чакотеј наилази на туђине који на челима имају исту тетоважу као и он. |            |                     |                                                  |          |     |  |  |
| |            |                     |                                                  |          |     |  |  |
| 10. |            | 13. новембар 1995.  | Бранон Брага                                     | 49164,8  | 26. |  |  |
| Чланови посаде „Војаџера“ проналазе свемирску станицу на којој живе Окампе, а убрзо откривају да се у близини налази припадница Снабдевачеве врсте.                                                                                                  |            |                     |                                                  |          |     |  |  |
| |            |                     |                                                  |          |     |  |  |
| 11. |            | 20. новембар 1995.  | Кенет Билер                                      | 48423,0  | 27. |  |  |
| Припадници кејзонске секте Нистрим долазе на „Војаџер“ и краду технологију потребну за телепортацију, како би покушали да уједине све Кејзонце. |            |                     |                                                  |          |     |  |  |
| |            |                     |                                                  |          |     |  |  |
| 12. |            | 27. новембар 1995.  | Лиса Клинк                                       | 49234,1  | 28. |  |  |
| Пошто су покушали да на црном тржишту непознате планете купе телеријум, Б'Елану Торес и Тувока заробљавају и затварају под сумњом да припадају локалном покрету отпора, док повређену капетана Џејнвеј спашава човек који верује да му је она ћерка. |            |                     |                                                  |          |     |  |  |
| |            |                     |                                                  |          |     |  |  |
| 13. |            | 15. јануар 1996.    | Николас Корија                                   | 49270,9  | 29. |  |  |
| Након што су пронашли робота који плута у свемиру, чланови посаде га телепортују на брод и оживљавају, након чега откривају да је робот интелигентан.                                                                                                |            |                     |                                                  |          |     |  |  |
| |            |                     |                                                  |          |     |  |  |
| 14. |            | 22. јануар 1996.    | Џери Тејлор                                      | 49337,4  | 30. |  |  |
| Након смрти још једног члана посаде, капетан Џејнвеј покушава да склопи савез са кејзонском сектом Нистрим, како би побољшала положај „Војаџера“ у Делта квадранту.                                                                                  |            |                     |                                                  |          |     |  |  |
| |            |                     |                                                  |          |     |  |  |
| 15. |            | 29. јануар 1996.    | Бранон Брага                                     | 49373,4  | 31. |  |  |
| Том Парис у шатлу „Кокрејн“ пробија праг ворп погона, али убрзо почињу да се испољавају нежељени ефекти на њега. |            |                     |                                                  |          |     |  |  |
| |            |                     |                                                  |          |     |  |  |
| 16. |            | 5. фебруар 1996.    | Мајкл Сасман и Мајкл Пилер                       | непознат | 32. |  |  |
| Како би открио разлог због којег је Бетазоид Лон Судер убио једног члана посаде, Тувок врши спајање њихових умова. |            |                     |                                                  |          |     |  |  |
| |            |                     |                                                  |          |     |  |  |
| 17. |            | 12. фебруар 1996.   | Гари Холанд                                      | 49447    | 33. |  |  |
| Кардасијански пројектил са вештачком интелигенцијом, који је Б'Елана Торес пре неколико година репрограмирала тако да напада Кардасијанску територију, прети да уништи насељену планету у Делта квадранту.                                           |            |                     |                                                  |          |     |  |  |
| |            |                     |                                                  |          |     |  |  |
| 18. |            | 19. фебруар 1996.   | Мајкл Пилер                                      | 49301,2  | 34. |  |  |
| Посада „Војаџера“ се сусреће са припадником Континуума Кју који жели да се дорекне своје бесмртности и умре. |            |                     |                                                  |          |     |  |  |
| |            |                     |                                                  |          |     |  |  |
| 19. |            | 26. фебруар 1996.   | Кенет Билер                                      | 49504,3  | 35. |  |  |
| Након што посада спасава Ведијанку која умире, Доктор почиње да је лечи уз помоћ њеног холограма који је створио. |            |                     |                                                  |          |     |  |  |
| |            |                     |                                                  |          |     |  |  |
| 20. |            | 13. март 1996.      | Џери Тејлор                                      | 49485,2  | 36. |  |  |
| Ниликс случајно открива да је на броду издајник који контактира са Кејзонцима, а главни осумњичени је Том Парис. |            |                     |                                                  |          |     |  |  |
| |            |                     |                                                  |          |     |  |  |
| 21. |            | 18. март 1996.      | Бранон Брага                                     | 49548,7  | 37. |  |  |
| Након изласка из густе маглине у коју су ушли, брод трпи значајна оштећења и приликом поправке долази до настанка озбиљног просторног поремећаја. |            |                     |                                                  |          |     |  |  |
| |            |                     |                                                  |          |     |  |  |
| 22. |            | 8. април 1996.      | Ентони Вилијамс и Лиса Клинк                     | 49578,2  | 38. |  |  |
| Пошто се у шатлу срушио на непознати месец, Тувок на њему проналази напуштену децу. |            |                     |                                                  |          |     |  |  |
| |            |                     |                                                  |          |     |  |  |
| 23. |            | 29. април 1996.     | Ричард Гадас и Џо Меноски                        | непознат | 39. |  |  |
| Посада „Војаџера“ проналази на некада насељеној планети туђине ментално повезане са компјутером који ствара измишљене ликове на основу њихових страхова.                                                                                             |            |                     |                                                  |          |     |  |  |
| |            |                     |                                                  |          |     |  |  |
| 24. |            | 6. мај 1996.        | Ендру Шепард Прајс, Марк Гејберман и Кенет Билер | 49655,2  | 40. |  |  |
| Након несреће са телепортером, Ниликс и Тувок постају једна особа. |            |                     |                                                  |          |     |  |  |
| |            |                     |                                                  |          |     |  |  |
| 25. |            | 13. мај 1996.       | Џери Тејлор                                      | 49690,1  | 41. |  |  |
| Пошти су се заразили непознатом болешћу, капетан Џејнвеј и Чакотеј напуштају посаду и остају на напознатој планети. |            |                     |                                                  |          |     |  |  |
| |            |                     |                                                  |          |     |  |  |
| 26. | , први део | 20. мај 1996.       | Мајкл Пилер                                      | непознат | 42. |  |  |
| Посада „Војаџера“ бива принуђена да напусти брод и остане на непознатој планети, након што Кејзонци преузму контролу над бродом. |            |                     |                                                  |          |     |  |  |
| |            |                     |                                                  |          |     |  |  |

### Трећа сезона (1996—1997)
| 1. | , други део | 4. септембар 1996.  | Мајкл Пилер                                       | 50023,4  | 43. |  |  |
| Док посада „Војаџера“ покушава да преживи на планети на којој се налазе, Доктор, Лон Судер и Том Парис покушавају да поврате контролу над бродом.               |             |                     |                                                   |          |     |  |  |
| |             |                     |                                                   |          |     |  |  |
| 2. |             | 11. септембар 1996. | Бранон Брага                                      | 50126,4  | 44. |  |  |
| Тувок доживљава флешбекове на време када је био члан посаде свемирског брода „Екселсиор“, што код њега изазива мождана оштећења.                                |             |                     |                                                   |          |     |  |  |
| |             |                     |                                                   |          |     |  |  |
| 3. |             | 18. септембар 1996. | Клејвон Харис и Кенет Билер                       | 50156,2  | 45. |  |  |
| Након што су на туђинској планети оптужени за тероризам, Том Парис и Хари Ким постају затвореници у бруталном затвору.                                          |             |                     |                                                   |          |     |  |  |
| |             |                     |                                                   |          |     |  |  |
| 4. |             | 25. септембар 1996. | Мајк Сасман                                       | 50252,3  | 46. |  |  |
| Док се „Војаџер“ сусреће са јатом малих непријатељских бродова, Доктор доживљава симптоме налик Алцхајмеровој болести.                                          |             |                     |                                                   |          |     |  |  |
| |             |                     |                                                   |          |     |  |  |
| 5. |             | 2. октобар 1996.    | Џорџ А. Брозак и Џо Меноски                       | 50074,3  | 47. |  |  |
| Посада „Војаџера“ открива да се на туђинској планети која још увек није развила ворп погон два Ференгија представљају као божији пророци.                       |             |                     |                                                   |          |     |  |  |
| |             |                     |                                                   |          |     |  |  |
| 6. |             | 9. октобар 1996.    | Бранон Брага и Џо Меноски                         | 50203,1  | 48. |  |  |
| Док „Војаџер“ превози телепатску хуманоидну врсту на њихову планету, Б'Елана Торес почиње да доживљава снове налик на стварност.                                |             |                     |                                                   |          |     |  |  |
| |             |                     |                                                   |          |     |  |  |
| 7. |             | 30. октобар 1996.   | Џио Камерун и Лиса Клинк                          | 50063,2  | 49. |  |  |
| Кес пада у кому након што је из радозналости додирнула енергетско поље на планети коју насељавају пријатељски настројени туђини.                                |             |                     |                                                   |          |     |  |  |
| |             |                     |                                                   |          |     |  |  |
| 8. | , први део  | 6. новембар 1996.   | Бранон Брага и Џо Меноски                         | непознат | 50. |  |  |
| Након борбе између „Војаџера“ и брода за путовање кроз време из 29. века, оба брода случајно бивају послата у различите периоде у 20. веку.                     |             |                     |                                                   |          |     |  |  |
| |             |                     |                                                   |          |     |  |  |
| 9. | , други део | 13. новембар 1996.  | Бранон Брага и Џо Меноски                         | 50312,6  | 51. |  |  |
| Пошто је предузимач из 20. века дошао у посед брода за путовање кроз време, капетан Кетрин Џејнвеј покушава да га спречи у уништавању Сунчевог система.         |             |                     |                                                   |          |     |  |  |
| |             |                     |                                                   |          |     |  |  |
| 10. |             | 20. новембар 1996.  | Ендру Шепард Прајс, Марк Гејберман и Лиса Клинк   | 50348,1  | 52. |  |  |
| Након што један од три туђина која су спасили са оштећеног свемирског брода умире, Кес почиње чудно да се понаша, а посада ускоро схвата да је она запоседнута. |             |                     |                                                   |          |     |  |  |
| |             |                     |                                                   |          |     |  |  |
| 11. |             | 27. новембар 1996.  | Шон Пилер и Кенет Билер                           | 50384,2  | 53. |  |  |
| Кју долази на „Војаџер“ са понудом за капетана Кетрин Џејнвеј, док у Континууму Кју избија грађански рат.                                                       |             |                     |                                                   |          |     |  |  |
| |             |                     |                                                   |          |     |  |  |
| 12. |             | 11. децембар 1996.  | Бранон Брага                                      | 50425,1  | 54. |  |  |
| Након што се враћају са трговинске мисије са необичним туђинима, капетан Кетрин Џејнвеј и Ниликс проналазе напуштени Војаџер.                                   |             |                     |                                                   |          |     |  |  |
| |             |                     |                                                   |          |     |  |  |
| 13. |             | 8. јануар 1997.     | Роналд Вилкерсон, Жан Луиз Матја и Андре Борманис | непознат | 55. |  |  |
| „Војаџер“ стиже до трговачке свемирске станице, а уједно и до границе свемира коју Ниликс познаје.                                                              |             |                     |                                                   |          |     |  |  |
| |             |                     |                                                   |          |     |  |  |
| 14. |             | 15. јануар 1997.    | Џо Меноски                                        | 50460,3  | 56. |  |  |
| Након што Хари Ким тражи помоћ од Тувока зато што се заљубио у холограм, Тувок и сам бива одушевљен њеним логичким размишљањем.                                 |             |                     |                                                   |          |     |  |  |
| |             |                     |                                                   |          |     |  |  |